# Chevrolet Trailblazer (2012)
Chevrolet Trailblazer – samochód osobowy typu SUV klasy wyższej produkowany pod amerykańską marką Chevrolet od 2012 roku.

## Historia i opis pojazdu

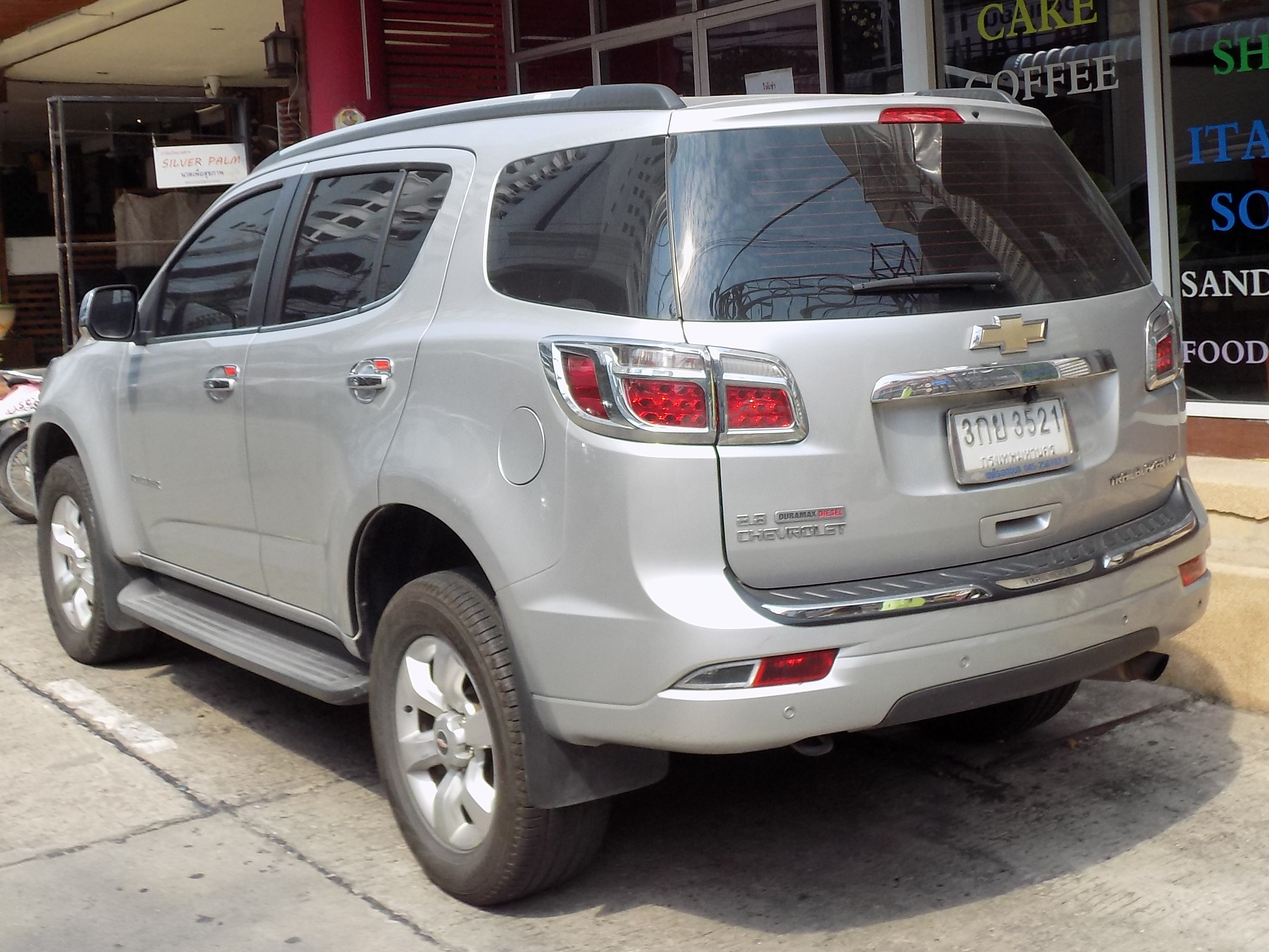
Chevrolet Trailblazer - tył

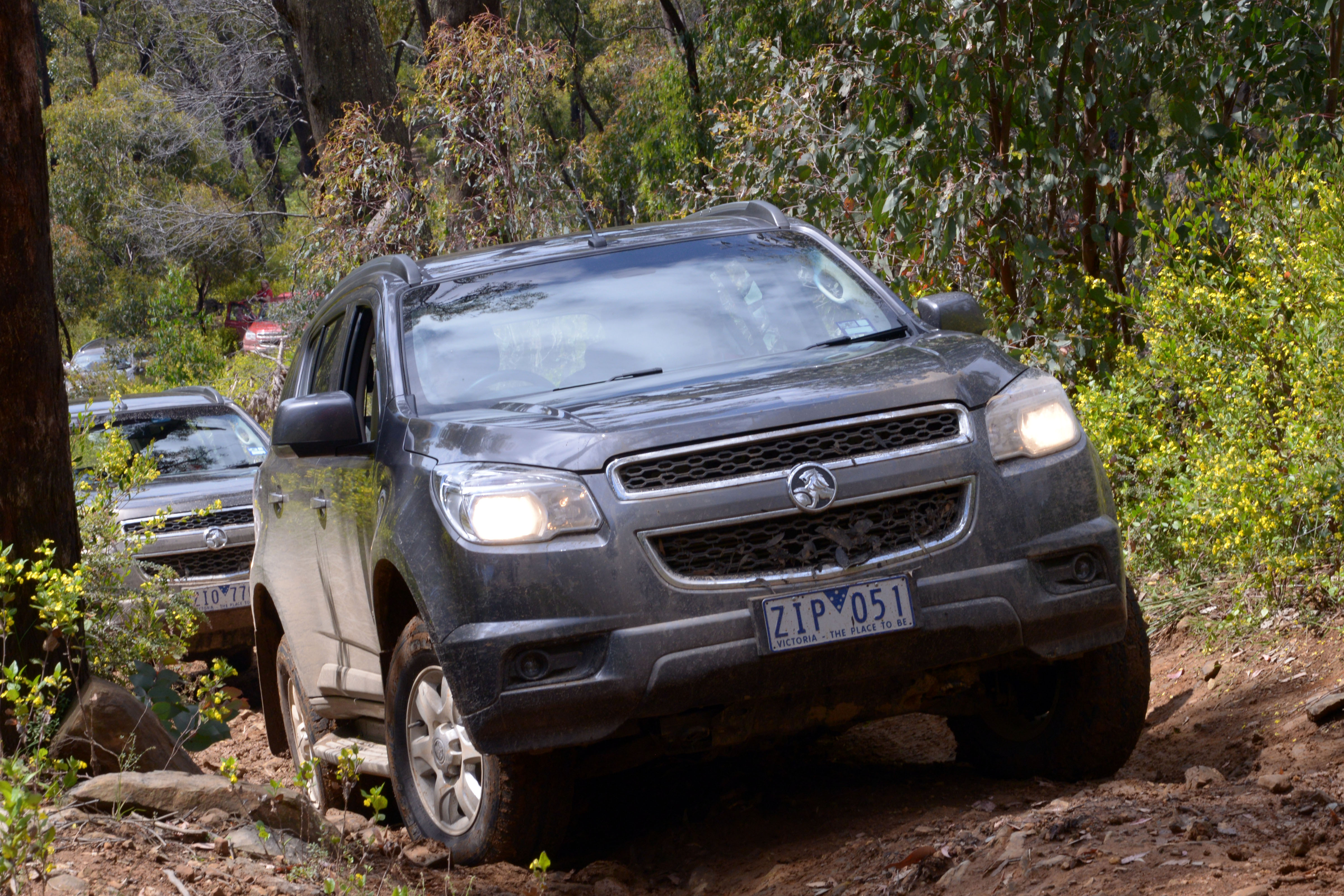
australijski Holden Colorado 7

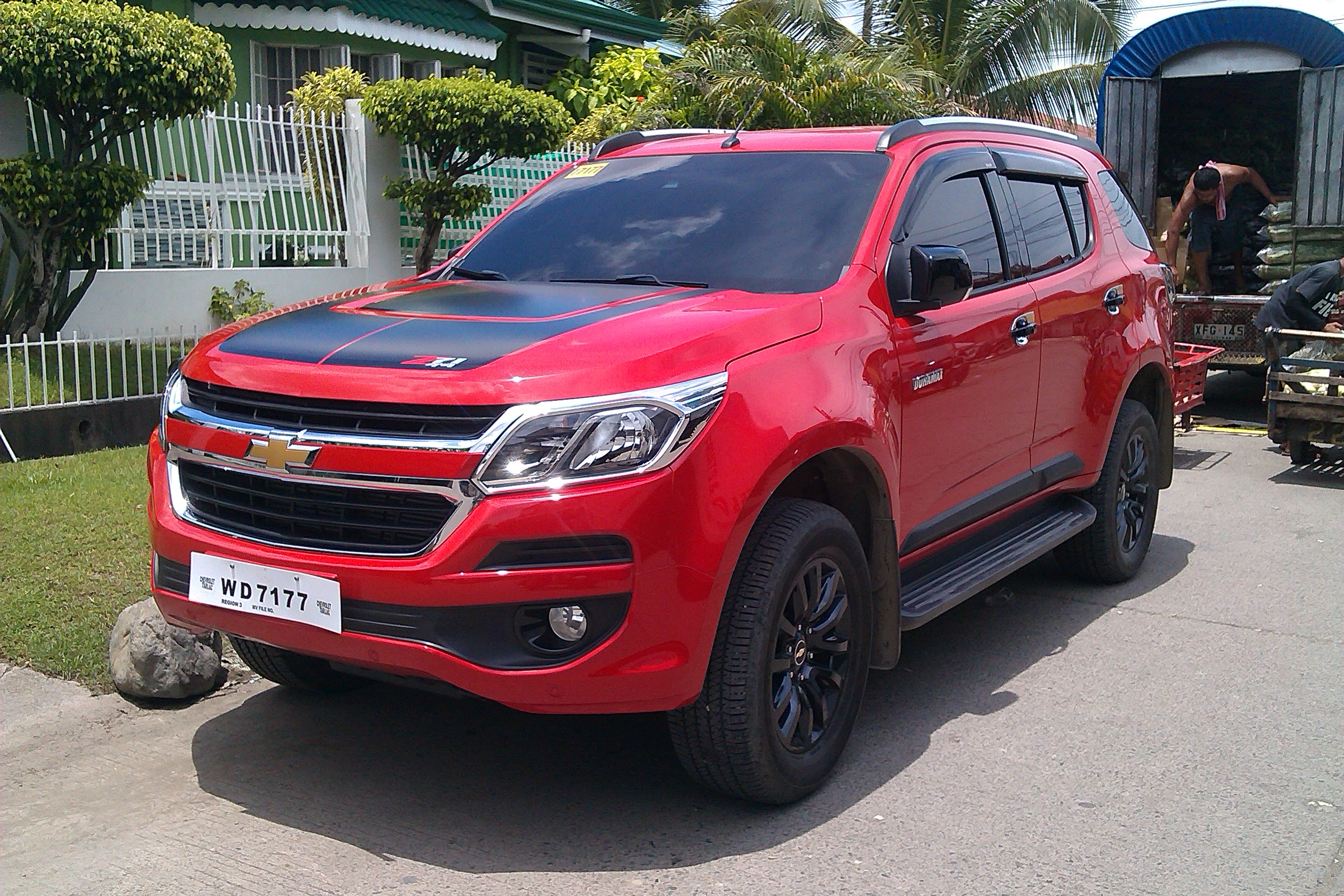
Chevrolet Trailblazer po liftingu

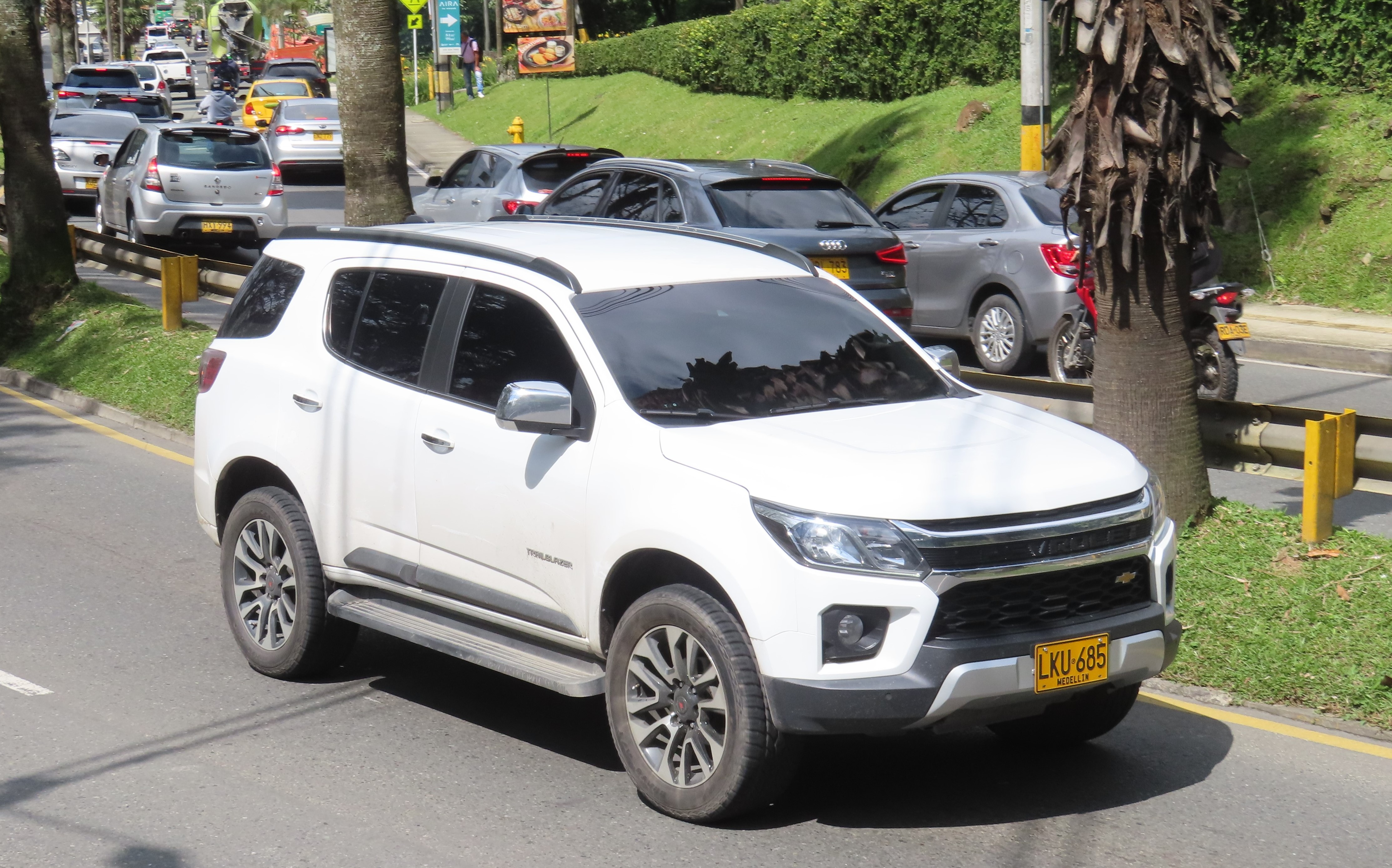
Chevrolet Trailblazer po drugim liftingu

Dwa lata po zakończeniu produkcji Chevrolet TrailBlazera w Ameryce Północnej, General Motors zdecydowało się ponownie zastosować tę nazwę dla zupełnie nowego modelu będącego dużym, zbudowanym na ramie SUV-em z myślą o rynkach rozwijających się. Zapowiedzią modelu był przedstawiony w listopadzie 2011 roku prototyp Chevrolet Trailblazer Concept.
W marcu 2012 roku Chevrolet przedstawił seryjną wersję modelu, od poprzednio oferowanego pod taką nazwą modelu odróżniającego się małą literą b w zapisie. Trailblazer powstał jako odpowiedź General Motors na takie modele, jak Ford Everest czy Toyota Fortuner podobnie jak one powstając na bazie średniej wielkości pickupa - modelu Chevrolet Colorado. Dzieląc z nim identyczny wygląd pasa przedniego i tablicy przyrządów, Chevrolet Trailblazer zyskał kanciaste zakończenie nadwozia z dużą powierzchnią przeszkloną i podłużnymi lampami tylnymi.

### Restylizacje
W marcu 2016 roku Chevrolet Trailblazer przeszedł obszerną restylizację razem z pickupem Colorado, która wiązała się z nowym wyglądem pasa przedniego, który zyskał bardziej kanciaste i niżej osadzone reflektory, a także nowym projektem konsoli centralnej z większym ekranem do sterowania systemem multimedialnym i wyżej umieszczonymi nawiewami.
Po wycofaniu Trailblazera z globalnych rynków lewostronnychw 2020, Chevrolet przeprowadził drugą modernizację Trailblazera z myślą o rynku Ameryki Południowej. Samochód zyskał zmodyfikowany wygląd pasa przedniego koncentrujący się na przeprojektowanej atrapie chłodnicy z niewielkim logo przesuniętym do narożnika. Kolejną, trzecią modernizację brazylijski Trailblazer przeszedł 4 lata później, w kwietniu 2024. Wzorem pokrewnego Colorado, samochód otrzymał zupełnie nowy projekt pasa przedniego z charakterystyczną, masywną osłoną chłodnicy zdobioną chromem i wysoko osadzonymi reflektorami. Zastosowano także nowy układ deski rozdzielczej, z cyfrowymi wskaźnikami i większym wyświetlaczem systemu multimedialnego.

### Sprzedaż
Chevrolet Trailblazer zadebiutował w pierwszej kolejności na rynku Tajlandzkim, trafiając z tamtejszych zakładów General Motors do sprzedaży także w ościennych krajach Azji Wschodniej, jak Filipiny, Indonezja czy Malezja. Ponadto, Trailblazer poszerzył portfolio Chevroleta także na Bliskim Wschodzie, w Południowej Afryce i Ameryce Południowej, gdzie jego produkcja w Brazylii ruszyła równolegle z zakładami w Tajlandii w drugiej połowie 2012 roku. Przez kilka miesięcy między 2019 a 2020 rokiem samochód oferowano także w Uzbekistanie.
W październiku 2012 roku Trailblazer trafił do sprzedaży także w Australii i Nowej Zelandii pod lokalną marką Holden jako Holden Colorado 7, kolei po restylizacji we wrześniu 2016 roku zdecydowano się zmienić nazwę na Holden Trailblazer, pod którą samochód importowany był tam z Tajlandii aż do  kresu istnienia marki Holden z końcem 2020 roku. Po wycofaniu się Chevroleta z regionu Azji Wschodniej i związanym z tym zakończeniem produkcji samochodów w Tajlandii, Chevrolet Trailblazer pozostał samochodem obecnym w sprzedaży wyłącznie w Ameryce Południowej, wraz z lokalną produkcją.

### Silniki
- R4 2.5l Duramax
- R4 2.8l Duramax
- V6 3.6l LFX